# Giordano Cottur
Giordano Cottur (Triëst, 23 mei 1914 - Triëst, 8 maart 2006) was een Italiaans wielrenner. Hij won diverse etappes in de Ronde van Italië, zowel voor als na de Tweede Wereldoorlog.

## Belangrijkste overwinningen
1938
- 9e etappe Ronde van Italië

1939
- Ronde van Umbrië
- 12e etappe Ronde van Italië
- Trofeo Melinda

1946
- 1e etappe Ronde van Italië

1947
- 6e etappe Ronde van Italië

1948
- 1e etappe Ronde van Italië

## Resultaten in voornaamste wedstrijden
| Jaar | Ronde van Italië | Ronde van Frankrijk | Ronde van Spanje |
| ---- | ---------------- | ------------------- | ---------------- |
| 1938 | 33e (1)          | 25e                 |                  |
| 1939 | 7e (1)           |                     |                  |
| 1940 | ↑                |                     |                  |
| 1941 |                  |                     |                  |
| 1942 |                  |                     |                  |
| 1943 |                  |                     |                  |
| 1946 | 8e (1)           |                     |                  |
| 1947 | opgave (1)       | 8e                  |                  |
| 1948 | ↑ (1)            | opgave              |                  |
| 1949 | ↑                |                     |                  |

| Jaar | Milaan-San Remo | Ronde van Vlaanderen | Ronde van Lombardije |  | Wereldranglijsten |
| ---- | --------------- | -------------------- | -------------------- |  | ----------------- |
| 1938 | 34e             |                      | 25e                  |  |                   |
| 1939 |                 |                      |                      |  |                   |
| 1940 |                 |                      | 16e                  |  |                   |
| 1941 | 6e              |                      | 14e                  |  |                   |
| 1942 | 4e              |                      | 29e                  |  |                   |
| 1943 | 27e             |                      |                      |  |                   |
| 1946 | 20e             |                      | 28e                  |  |                   |
| 1947 | 10e             |                      | 15e                  |  |                   |
| 1948 | 7e              | 71e                  | 18e                  |  | 6e (CDC)          |
| 1949 | 18e             |                      | 42e                  |  |                   |